# Evroazijski kopenski most
Evroazijski kopenski most, včasih imenovan tudi Nova svilna pot (Новый шёлковый путь, Noviy shyolkoviy put'), je železniška prometna pot za prevoz tovora in potnikov po kopnem med pacifiškimi pristanišči na ruskem Daljnem vzhodu in Kitajsko ter morskimi pristanišči v Evropi. Pot, čezcelinska železnica in železniški kopenski most, trenutno obsega transsibirsko železnico, ki teče skozi Rusijo in jo včasih imenujejo severni vzhodno-zahodni koridor, ter novi evrazijski kopenski most ali drugi evrazijski celinski most, ki poteka skozi Kitajsko in Kazahstan. Novembra 2007 je bil približno en odstotek od 600 milijard dolarjev blaga, ki se vsako leto pošlje iz Azije v Evropo, dostavljeno po notranjih transportnih poteh.
Dokončana leta 1916, transsibirska povezava povezuje Moskvo z ruskimi pacifiškimi pristanišči, kot je Vladivostok. Od 1960-ih do zgodnjih 1990-ih je železnica služila kot glavni kopenski most med Azijo in Evropo, dokler več dejavnikov ni povzročilo zmanjšanja uporabe železnice za čezcelinski tovorni promet. Eden od dejavnikov je, da železnice nekdanjega Ruskega imperija in Sovjetske zveze uporabljajo širšo tirno širino kot večina preostale Evrope in Kitajske. Pred kratkim pa se je Transsibirska pot ponovno uveljavila kot izvedljiva kopenska pot med obema celinama.[zakaj?]
Kitajski železniški sistem je bil dolgo povezan s transsibirskim prek severovzhodne Kitajske in Mongolije. Leta 1990 je Kitajska dodala povezavo med svojim železniškim sistemom in Transsibirijo preko Kazahstana. Kitajska svojo neprekinjeno železniško povezavo med pristaniškim mestom Lianjungang in Kazahstanom imenuje Novi evrazijski kopenski most ali Drugi evrazijski celinski most. Poleg Kazahstana železnice povezujejo še z drugimi državami Srednje Azije in Bližnjega vzhoda, vključno z Iranom. Oktobra 2013 je bila dokončana železniška povezava čez Bospor v okviru projekta Marmaray, zdaj pa se novi evrazijski kopenski most teoretično povezuje z Evropo prek Srednje in Južne Azije.
Predlagana širitev evrazijskega kopenskega mostu vključuje gradnjo železnice čez Kazahstan, ki je enake tirne širine kot kitajske železnice (standardna tirna tirna, v nasprotju s tirno širino 1520 mm v nekdanjem Ruskem imperiju in Sovjetski zvezi), železniške povezave z Indijo, Mjanmarom in Tajsko, Malezijo in drugod v jugovzhodni Aziji, gradnja železniškega predora in avtocestnega mostu čez Beringov preliv za povezavo transsibirskega s severnoameriškega železniškega sistema ter gradnja železniškega predora med Južno Korejo in Japonsko. Združeni narodi so predlagali nadaljnjo širitev Evrazijskega kopenskega mostu, vključno s projektom transazijske železnice.

## Zgodovina
Komercialni promet med Evropo in Azijo je potekal po svilni poti vsaj od 2. tisočletja pr. n. št. Svilna pot ni bila posebna prometnica, temveč splošna smer, ki so jo trgovci uporabljali za potovanje, večinoma po kopnem, med obema celinama vzdolž evrazijskih step skozi Srednjo Azijo. 8000 kilometrov dolga pot je bila uporabljena za izmenjavo blaga, idej in ljudi predvsem med Kitajsko in Indijo ter Sredozemljem in je pomagala ustvariti enoten svetovni trgovinski sistem med civilizacijama Evrope in Azije.
Izvoz iz Azije, ki se je prevažal po svilni poti, je vključeval tkanine, preproge, krzno, orožje, posodo, kovine, kmetijske pridelke, živino in sužnje. Civilizacije, ki so v zgodovini poti trgovale, so vključevale Skitijo, starodavno in bizantinsko Grčijo, dinastiji Han in Tang, Partsko cesarstvo, Rouranski kaganat, Sogdijo, Gokturke, Šiungnu, Juedži in Mongolsko cesarstvo.
Z začetkom v 5. stoletju našega štetja so se nove kopenske poti med Azijo in Evropo razvile naprej proti severu. Mnoge od teh poti so potekale skozi Jugro in se razširile na baltsko regijo. Hazari, Volška Bolgarija in Ruski kaganat so bili aktivni v trgovanju vzdolž severnih trgovskih poti.
Promet po južni trasi svilne poti se je močno zmanjšal s padcem Konstantinopla v 15. stoletju in razvojem pomorske poti okoli Rta dobrega upanja v 16. stoletju. Do 18. stoletja so evropski vpliv na trgovino in nove državne meje močno omejile gibanje trgovcev po vseh kopenskih poteh med Evropo in Kitajsko, kopenska trgovina med vzhodno Azijo in Evropo pa je praktično izginila.

## Transsibirska železnica
Transsibirska železnica in njene različne povezane veje in podporne proge, dokončane leta 1916, so vzpostavile prvo železniško povezavo med Evropo in Azijo, od Moskve do Vladivostoka. Proga je z 9200 kilometri najdaljša železniška proga na svetu.
Transsibirska proga povezuje ruski pacifiški pristanišči Vladivostok in Nahodka z Moskvo. Železniške povezave v Moskvi omogočajo potnikom in tovoru, da se povežejo z železniškimi progami, ki potekajo zahodneje v Evropo. Z nadaljnjimi prestopi lahko potniki in tovor na koncu dosežejo zahodnoevropska pristanišča. Transsibirska proga se povezuje tudi s Severno Korejo (npr. prek Dandonga na severovzhodu Kitajske ali neposredno pri Khasanu južno od Vladivostoka).
Transsibirska železnica je popolnoma elektrificirana in dvotirna proga, ki lahko prepelje okoli 100 milijonov ton tovora letno. Proga lahko prenese do 200.000 TEU mednarodnega tranzitnega tovora v kontejnerjih na leto.
Bolj severna vzhodno-zahodna pot čez Sibirijo, vzporedna s transsibirsko progo in znana kot Bajkalsko-amurska magistrala, je bila večinoma dokončana leta 1989. Konča se v pacifiških pristaniščih Vanino in Sovetskaya Gavan. Čeprav je ta proga sorazmerno malo izkoriščena (uprava omenja 6 milijonov ton tovora na leto, ne navaja letnice), uprava pričakuje, da bo proga v doglednem času polno izkoriščena za izvoz nafte in bakrove rude, načrtuje pa jo podvojiti.
Medtem ko so carsko, sovjetsko in moderno rusko vlado Transsibirijo vedno uporabljale za projiciranje politične moči na svoja ozemlja v Aziji, jo je v 1960-ih odprla ZSSR kot mednarodno trgovsko pot, ki povezuje zahodni Pacifik z Evropo. Vendar so se tovorne pošiljke na transsibirski poti sčasoma soočile z vse večjimi težavami z dotrajano železniško infrastrukturo, krajo, poškodovanim tovorom, zamudami vlakov, napihnjenimi tovornimi pristojbinami, negotovim urnikom vračanja zabojnikov in geopolitičnimi napetostmi. Posledično se je uporaba železnice za mednarodno trgovino do 1990-ih zmanjšala skoraj na nič.
Po podatkih Univerze Hofstra se je od leta 2001 ponovno pojavilo zanimanje za uporabo transsibirske poti kot poti čez Azijo v Evropo. Poleg tega je transsibirska pot neposredno povezana z železnico, ki se končno prek Finske in Švedske poveže s pristaniščem Narvik na Norveškem, ki je vse leto brez ledu. V Narviku je mogoče tovor pretovoriti na ladje za prečkanje Atlantika v Severno Ameriko. Železniške povezave iz Rusije se prav tako povezujejo z Rotterdamom, vendar lahko na tej poti pride do večjih zastojev in posledičnih zamud. Trgovinska pot med vzhodno obalo Severne Amerike in vzhodno Rusijo po Transsibiriji se pogosto imenuje tovorni koridor severni vzhod – zahod.
V prizadevanju, da bi pritegnili uporabo Transsibirske železnice za prevoz blaga iz Japonske, Kitajske in Koreje v Evropo, je Rusija sredi 1990-ih znižala tarife za tovorni promet po železnici. Posledično se je obseg tovora po železniški progi v letih 1999 in 2000 podvojil.
Februarja in marca 2011 je japonsko ministrstvo za zemljo, infrastrukturo, promet in turizem sponzoriralo preizkus poti s pošiljanjem strešnikov v Evropo po Transsibirski progi. Ploščice so prepeljali z ladjo iz Hamade, Šimane v Vladivostok, nato z železnico v Moskvo. Tranzitni čas naj bi bil 30 dni v primerjavi s povprečnimi 50 dnevi, kolikor je potrebno za pošiljanje tovora z ladjo iz Hamade v pristanišča v zahodni Rusiji. Če bo uspešen, bo ministrstvo uporabilo rezultate testa za spodbujanje drugih japonskih podjetij k uporabi transsibirske poti po morju.
Leta 2011 je direktna kontejnerska železniška storitev začela prevažati avtomobilske dele 11.000 kilometrov od Leipziga v Nemčiji do celinskega Šenjanga na Kitajskem skozi Sibirijo v 23 dneh vsak dan.
Leta 2013 se je začela direktna železniška storitev kontejnerjev, palet in splošnega tovora, 10.000 kilometrov od Łódźa na Poljskem do celinskega Čengduja na Kitajskem skozi Sibirijo v 14 dneh, 3 dni vsak teden.
Po ruskih statističnih podatkih se je količina mednarodnih kontejnerskih pošiljk, ki letno potujejo skozi Rusijo preko Transsibirije, med letoma 2009 in 2014 povečala za faktor 7 in leta 2014 dosegla 131.000 TEU (55.000 fizičnih kontejnerjev).
Beloruske železnice so poročale o podobnih statistikah: leta 2014 je obseg neposrednega kontejnerskega prometa iz Kitajske v Zahodno Evropo čez Belorusijo znašal 40.600 TEU na 25 direktnih progah kontejnerskih vlakov. To je predstavljalo več kot 20 % celotnega obsega kontejnerskega prevoza Beloruske železnice tistega leta, 193.100 TEU. Čeprav je pomemben in narašča, je to še vedno veliko manj kot 0,1 % števila kontejnerjev, ki potujejo prek kitajskih morskih pristanišč (približno 170 milijonov TEU).

## Kitajska in kopenski most

### Neposredne povezave med Rusijo in Kitajsko
Prvotna proga Moskva–Vladivostok, dokončana leta 1904, je sekala čez kitajske severovzhodne province ali Mandžurijo; odsek železnice znotraj Kitajske je bil znan kot kitajska vzhodna železnica. Medtem ko je bila bolj severna transsibirska smer, ki je v celoti potekala na ruskem ozemlju, dokončana leta 1916, se nekdanja smer kitajske vzhodne železnice nadaljuje kot pomemben povezovalec med železniškima omrežjema obeh držav.
Zahodna mejna točka (Zabaykalsk/Manzhouli) in proga, ki jo povezuje s transsibirsko glavno progo, se je posodabljala, s ciljem, da bo železnica do leta 2010 omogočila, da bo čez mejo v vsako smer peljalo 30 tovornih vlakov, vsak dolg do 71 avtomobilov. Obseg čezmejnega tovora na tem železniškem prehodu naj bi do leta 2010 dosegel 25,5 milijona ton. Poleg tovora (predvsem ruske nafte, izvožene na Kitajsko), ta prehod vidi direktni tedenski potniški vlak Moskva–Peking, pa tudi nekatere lokalne potniške vlake. Vzhodna mejna točka nekdanje kitajske vzhodne železnice, Suifenhe/Grodekovo, se prav tako zelo uporablja, saj je leta 2007 tam čez mejo prečkalo več kot 8 milijonov ton tovora in redni čezmejni potniški promet.
Tretja, malo znana in manj uporabljena železniška povezava med Rusijo in Kitajsko je bila zgrajena južneje, med Hunčunom (v kitajski provinci Džilin) in ruskim Makhalinom (postaja na črti Usurijsk–Khasan–severnokorejska meja, 41 km pred Khasanom). Delovati je začela februarja 2000 in v naslednjih dveh letih je imela le majhen promet (678 vagonov lesa). Proga je bila zaprta v letih 2002–2003, za kratek čas ponovno odprta leta 2003 in ponovno zaprta septembra 2004. Dne 15. februarja 2011 sta podjetji, ki imata v lasti progo, kitajsko podjetje Northeast Asia Railway Group in rusko podjetje JSC Golden Link, podpisali sporazum o ponovnem obratovanju proge maja 2011.
Novembra 2008 sta prometni ministrstvi Rusije in Kitajske podpisali sporazum o vzpostavitvi še ene povezave med železniškima sistemoma obeh držav. Vključevala bo železniški most čez reko Amur (Heilong), ki bo povezoval Tongjiang v kitajski provinci Heilongjiang z Nizhneleninskoye v avtonomni regiji Rusije. 4. novembra 2010 je direktor projekta Wang Jin za tiskovno agencijo Xinhua povedal, da se bo gradnja mostu začela januarja 2011.

### Rusija na Kitajsko preko Mongolije
Transmongolska proga, ki povezuje Ulan-Ude na transsibirski smeri s kitajskim Erenhotom prek mongolske prestolnice Ulan Bator, služi kot ključna povezava z zunanjim svetom za Mongolijo in je najkrajša povezava med Transsibirske železnice in Pekingom. Zmogljivost te proge pa je omejena s tem, da je enotirna.

### Kazahstan na Kitajsko
Medtem ko je bila ZSSR dolgo povezana s Kitajsko prek železniških povezav v severovzhodni Kitajski in Mongoliji, so že od 1950-ih obstajali načrti za povezavo železniških omrežij obeh držav na meji med Kazahstanom in Šindžjangom. Sovjeti so dokončali svojo progo od Aktogaja (postaja na Turksibu v vzhodnem Kazahstanu) do svoje mejne postaje Družba (zdaj Dostik), vendar se je gradnja na kitajski strani ustavila zaradi kitajsko-sovjetskega razkola v 1960-ih. Leta 1985 se je začela gradnja severne železnice Šindžjang, ki naj bi povezala kitajsko in rusko železniško omrežje prek Kazahstana. Odsek med Urumčijem in Alašankoujem je bil dokončan 16. septembra 1990 in je povezal železniški progi obeh držav pri Dostiku. Julija 1991 je prvi tovorni vlak potoval po progi iz Kitajske v takratno glavno mesto Kazahstana Almati. Decembra 2009 je bila zgrajena druga železniška povezava od Kitajske do kazahstanske meje pri Khorgosu. Železnica Džinghe–Jining–Khorgos se odcepi od severne železnice Šindžjang pri Džingheju in se približa Kazahstanu iz doline reke Ili. Železniška povezava na kazahstanski strani bo podaljšala progo do Saryozeka do leta 2013. Železniška povezava skozi prelaz Korgas je bila dokončana decembra 2012.
Ker je bil Kazahstan nekoč v Ruskem imperiju in nato član ZSSR, se njegov železniški sistem povezuje z in nosi enako tirno širino kot ruski železniški sistem, pa tudi druge srednjeazijske republike Turkmenistan, Uzbekistan, Kirgizistan in Tadžikistan.
Iz Kazahstana se štiri glavne železnice sever-jug povezujejo z ruskim železniškim sistemom. Dve se povezujeta s Transsibirsko železnico (Turksib in meridionalna proga Šu–Nur-Sultan–Petropavl), medtem ko drugi dve (Transaralska železnica in povezava prek Atiraua in Astrahanske oblasti) vodita neposredno v evropsko Rusijo. Te povezave z ruskim železniškim sistemom se včasih imenujejo evrazijska železnica. Kazahstan igra pomembno vlogo v pobudi »Nove svilne poti«, znani kot »En pas, ena cesta«, ki povezuje Kitajsko in Evropo preko Srednje Azije in Rusije.
Nova smer svilne poti je bila uvedena januarja 2016 in je vključevala pot Ukrajina – Gruzija – Azerbajdžan – Kazahstan – Kitajska.
Kazahstanski program razvoja infrastrukture Nurly Zhol je bil razvit v skladu s pobudo za novo svilno pot. Kazahstanski predsednik Nursultan Nazarbajev je celo opozoril, da je Nurly zhol del gospodarskega pasu nove svilne poti.

## Preko storitev med Kitajsko in zahodno Evropo
Obstajajo tri glavne poti za kontejnerske storitve iz Kitajske v Evropo: vzhodna pot iz pristanišča Vostočni (Rusija), severna pot iz zahodne Kitajske prek mejnih postaj Manzhouli/Zabajkalsk in južna pot iz vzhodne Kitajske prek mejne postaje Dostik, skozi katero je bilo do leta 2014 po železnici prepeljano skupno 25.000 TEU.
Januarja 2008 sta Kitajska in Nemčija slovesno odprli tovorni vlak na dolge razdalje med Pekingom in Hamburgom. Vlak, ki prepotuje skupno 10.000 kilometrov, uporablja kitajske železnice in transmongolsko progo za pot od Šjangtana (v provinci Hunan) do Ulan Batorja, kjer nato nadaljuje proti severu do Transsibirije. Ko doseže konec Transsibirske proge v Moskvi, vlak nadaljuje proti Nemčiji prek železniških povezav v Belorusiji in na Poljskem. Skupni tranzitni čas je 15 dni, v primerjavi s 30-dnevnim povprečjem, ki bi trajalo, da tovor opravi enako pot z ladjo. Prvi vlak s 50 zabojniki, ki je prevažal mešan tovor oblačil, keramike in elektronike (za podjetje Fujitsu), je potoval po tirih, ki jih upravlja šest različnih železnic.
Hartmut Mehdorn, predsednik družbe Deutsche Bahn (DB), je marca 2008 izjavil, da bi morali redni tedenski tovorni promet med Kitajsko in Nemčijo delovati do leta 2010. Aprila 2009 pa je DB zaradi svetovne gospodarske krize storitev preložil za nedoločen čas.
Druga poskusna vožnja, od Čongkinga do Duisburga prek križišča Alašankou, Kazahstana, Rusije, Belorusije in Poljske, je potekala marca–aprila 2011 in v 16 dneh prevozila 10.300 km. DB je ponovno dejal, da bo storitev lahko postala redna že v letu 2011, če bo povpraševanje zadostno; od marca 2014 na progi Čonking–Duisburg potekajo trije tedenski prevozi do 50 kontejnerjev.
Prometni organi v drugem industrijskem središču osrednje Kitajske, Vuhan, nameravajo z aprilom 2014 organizirati redne vožnje direktnih tovornih vlakov med Vuhanom in evropskimi destinacijami (Češka, Poljska, Nemčija). Načrti zahtevajo, da se storitev začne 1.–2. vlakov na mesec v aprilu–juniju 2014, postopno povečanje pogostosti na 1–2 vlaka na teden v letu 2015. V industrijskem območju Vujiašan (吴家山) v Vhanu se gradi nov carinski objekt; po načrtovanem odprtju oktobra 2015 bodo izvozniki iz regije Wuhan tam lahko carinili Kitajsko namesto mesta Alašankou.
Do leta 2016 je tovorni železniški promet med številnimi kontejnerskimi terminali na Kitajskem in njihovimi sorodniki v Evropi postal dokaj reden. Med nekaterimi pari mest vozi en vlak na teden.
Z vidika stroškov in hitrosti je direktna železniška storitev Kitajska-Evropa vmes med zračnimi in morskimi možnostmi. Medtem ko se ocenjuje, da celotna količina blaga, ki se po železnici giblje med Kitajsko in Evropo, ne bo presegla 1–2 % količine pomorskega tovora, bi lahko znatno zmanjšala količino letalskega tovora.
Storitev se običajno uporablja za dragocen in nekoliko časovno občutljiv tovor, kjer je bistvena časovna prednost železnice pred ladjo, ki pa je dovolj težka, da je prihranek pri stroških v primerjavi z letalskim prevozom opazen. Tipični tovori vključujejo zapletene stroje in rezervne dele (v obe smeri), pa tudi vrhunska živila in potrošniško blago (predvsem proti Kitajski). Medtem ko glavne stranke pošiljajo svoje izdelke s polno obremenitvijo zabojnikov, špediterji omogočajo tudi pošiljanje pošiljk, ki niso zabojniki.
Na evropskem koncu tovorne poti je glavni cilj železniški terminal v bližini rečnega pristanišča Duisburg (Ruhrort). Po poročilu iz leta 2018 je Duisburg bodisi cilj ali eden od ciljev približno 80 % vseh direktnih tovornih vlakov Kitajska–Zahodna Evropa.

### Novi evrazijski kopenski most
Novi evrazijski kopenski most, imenovan tudi novi evrazijski celinski most, je ime za železniško povezavo Kitajske s Srednjo Azijo. Pot vključuje kitajske železnice vzhod–zahod, ki sta poleg proge Beijiang še železnica Longhai in železnica Landžou–Šindžjang. Železnice skupaj ustvarjajo neprekinjeno železniško povezavo med pristaniškim mestom Lianjungang v provinci Džjangsu in Kazahstanom. Leta 1995 sta kitajska in kazahstanska vlada podpisali sporazum, ki slednji dovoljuje uporabo Lianjunganga kot svojega glavnega morskega pristanišča za izvoz in uvoz, prva pa namerava, da Lianjungang služi kot določeno izhodišče za novi evrazijski kopenski most.
Od Almatija v Kazahstanu se železnica razteza do Taškenta in Samarkanda v Uzbekistanu ter nato do Tejena v Turkmenistanu. Iz Tejena se druga linija nadaljuje v Ašgabat, glavno mesto Turkmenistana. Po Ašgabatu se proga konča v Türkmenbaşyju v Turkmenistanu, pristanišču ob Kaspijskem jezeru.
Od leta 2013 deluje Transkaspijska mednarodna prometna pot, ki poteka preko ozemlja Kazahstana do pristanišča Kurik, nato skozi Kaspijsko jezero v Azerbajdžan (Ələt), nato v Gruzijo in iz gruzijskega morskega pristanišča Poti skozi Črnega morja v države Evropske unije. Po ruski invaziji na Ukrajino in prekinitvi prejšnjih poti je ta pot postala bolj aktualna.
Leta 1996 je bila čez mejo z Iranom (pri Serakhsu) zgrajena železniška veja iz Tejena in povezana z železnicami Islamske republike Iran. Povezava potencialno omogoča železniškemu tovoru iz Kitajske, da doseže pristanišča v Perzijskem zalivu in prek drugih železniških linij doseže Kavkaz in Turčijo. Leta 2016 je bila na tej progi med Jivujem (provinca Džedžjang) in Teheranom odprta direktna storitev kontejnerskega vlaka; potovanje traja 14 dni.
Srednjeazijska pot se je razširila vse do Evrope šele oktobra 2013, ko je bila odprta železniška povezava čez Bospor skozi povezavo Marmaray. Iranske železniške proge uporabljajo tirno širino 1435 mm, zaradi česar morajo tovorni vagoni, ki potujejo iz Kitajske v Iran, dvakrat zamenjati širino koles. Trajekt čez Vansko jezero je tudi omejitev zmogljivosti.
Kitajski državni mediji trdijo, da se novi evrazijski kopenski/celinski most razteza od Lianjunganga do Rotterdama, na razdalji 11.870 kilometrov. Natančna pot, uporabljena za povezavo med obema mestoma, bodisi skozi Mongolijo ali Kazahstan, pa ni jasna.

### Železna svilna pot preko Turčije
Alternativna pot iz Kitajske v Evropo je preko Turčije. Pot iz Kitajske sledi Kazahstanu, Uzbekistanu, Turkmenistanu, Iranu, Turčiji. Zaradi daljše razdalje, nezadostnih storitev in mejnih prehodov se ta pot redno ne uporablja za neposreden prevoz iz Kitajske v Evropo.
Vendar je potekalo delo za izboljšanje izvedljivosti te poti, kot je projekt Marmaray za povezavo Evrope in Azije prek predora pod Bosporjem. Po zaključku projekta je omogočena neprekinjena vožnja vlakov med Azijo in Evropo, kar je prej omogočal železniški trajekt. Predor Marmaray zagotavlja omejeno storitev za tovorne vlake zaradi goste uporabe javnega prevoza. 7. novembra 2019 je prvi kitajski tovorni vlak skozi predor Marmaray v Evropo zapeljal iz Šjana s kitajsko lokomotivo. To je pokazalo, da se je čas prevoza iz Kitajske v Turčijo zmanjšal z enega meseca na 12 dni.
Železniška proga Baku–Tbilisi–Kars omogoča tudi pot preko Kaspijskega jezera, tako da obide Iran, Uzbekistan in Turkmenistan. Nove železniške proge, zgrajene v Kazahstanu, ga bodo skrajšale. Nova pot je v tem primeru Kitajska–Kazahstan–Azerbajdžan–Gruzija–Turčija.

### Prekinitev težav s tirno širino
Nekdanje države Ruskega imperija in ZSSR, vključno s Finsko (ki je bila nekoč del Rusije), kot tudi Mongolija, uporabljajo tirno širino 1520 mm. Mednarodna standardna širina, ki se uporablja v večini Evrope in Kitajske, je 1435 mm. Posledično vlaki ne morejo voziti iz Kitajske ali evropskih držav v nekdanjo ZSSR ali iz nje brez zamenjave podstavnih vozičkov. Veliki objekti za izvajanje tega postopka obstajajo na večini mejnih prehodov med ozemlji "ruske" in "standardne" tirne širine (npr. v Zabajkalsku ali Erenhotu). Zamenjava podstavnih vozičkov na železniškem vagonu traja ure in posebno, težko opremo. V mnogih primerih (zlasti pri kontejnerskem tovoru) se tovor pretovori z enega vlaka na drugega, namesto da bi zamenjali podstavne vozičke. Od leta 2016 je to običajen postopek s kontejnerskimi vlaki Kitajska-Evropa na mestih, kot je Khorgos; poročajo, da je mogoče zabojnike premakniti z enega vlaka na drugega že v 47 minutah. Pri tekočinah, zamrznjenem blagu in nevarnih snoveh pa se podstavni vozički običajno zamenjajo.
Predlagano je bilo, da bi na nekaterih progah osi s spremenljivo širino dosegle znatne prihranke časa v primerjavi z menjavo podstavnih vozičkov. Vendar bi njihova izvedba vključevala veliko višje kapitalske stroške, ki bi zahtevali naknadno opremljanje ali zamenjavo obstoječih podstavnih vozičkov.

## Predlagani razvoj

### Širitveni projekti
10. marca 2004 je Kazahstanska železniška družba Ltd objavila, da išče vlagatelje za financiranje gradnje železnice, ki se razteza 3083 kilometrov od Kitajske čez Kazahstan do Kaspijskega jezera in bi imela enak tir kot kitajske železnice. Tako bi železnica omogočila vlakom iz Kitajske, da prečkajo Kazahstan, ne da bi morali menjati podstavne vozičke. Poročali so, da so stroški gradnje nove železnice znašali 3,5 milijarde dolarjev. Kitajski mediji so poročali, da bo železnica dokončala povezavo med Kitajsko in Evropo preko osrednje Azije, ni pa jasno, kje bi bila dejanska povezava z Evropo. Prav tako ni jasno, ali se gradnja projekta še ni začela.
Vladi Indije in Mjanmara sta s sodelovanjem Kitajske predlagali izgradnjo povezave do Evrazijskega kopenskega mostu, ki bi se začel v Indiji ali Mjanmaru in povezal s kitajskim železniškim sistemom v Junanu. Pot bi omogočila, da bi tovor iz Indije in Mjanmara potoval po kopnem v Evropo. Povezava bi Kitajski omogočila tudi železniški dostop do Indijskega oceana. Eno predlagano izhodišče za pot je Kjaukpju. Vladi Tajske in Malezije prav tako preučujeta izvedljivost vzpostavitve železniških povezav s Kitajsko.
Tako Rusija kot Kitajska si prizadevata vzpostaviti stalno železniško povezavo z Južno Korejo prek Severne Koreje, da bi omogočili pošiljanje južnokorejskega blaga v Evropo prek Evrazijskega kopenskega mostu. Po mnenju Choi Yeon-Hye, profesorja trženja in menedžmenta na Korea National Railway College, bi železniška povezava od Busana do Rotterdama skrajšala čas pošiljanja s 26 na 16 dni in prihranila 800 $ na kontejner tovora. Kot del svojega načrta za povezavo Transsibirske poti s Severno in Južno Korejo je Rusija obnovila svojo železniško povezavo od Khasana do Rajina in končala oktobra 2011.
Južnokorejska vlada je 2. decembra 2009 objavila, da bo izvedla ekonomsko in tehnično študijo o izvedljivosti gradnje podvodnih predorov za prevoz blaga in ljudi v in iz države neposredno v Kjušu na Japonskem in Šandong na Kitajskem.
Razvojni program Združenih narodov je zagovarjal večjo regionalno integracijo vzdolž Evrazijskega kopenskega mostu, vključno z razvojem železniških povezav med državami južne in jugovzhodne Azije ter Srednje Azije, imenovan projekt transazijske železnice. Kitajski voditelji so pozvali k vzpostavitvi con proste trgovine na obeh koncih evrazijskega kopenskega mostu, da bi olajšali razvoj. Khalid Malik, stalni koordinator Združenih narodov na Kitajskem, je dejal: »Če se bo to uresničilo, bo celinskemu mostu omogočilo, da odigra ustrezno vlogo pri krepitvi sodelovanja med Azijo in Evropo ter spodbujanju svetovnega miru in razvoja«.
Leta 2010 in 2011 je Kitajska objavila načrte za financiranje širitve železniških sistemov v Laosu, na Tajskem, Mjanmaru, Kambodži in Vietnamu ter jih povezala s kitajskim železniškim sistemom prek Kunminga. Načrti vključujejo gradnjo železniške proge za visoke hitrosti od Kunminga do Vientiana, ki se naj bi začela aprila 2011, z možno prihodnjo razširitvijo do Bangkoka.
15. decembra 2011 je ruski premier Vladimir Putin napovedal, da se razmišlja o železniški povezavi med otokom Sahalin in Japonsko. Železniška proga, zgrajena v podmorskem tunelu, bi povezala Japonsko s Transsibirijo.

## Povezava preko Beringovega preliva
Aprila 2007 je ruska vlada objavila, da razmišlja o gradnji dvotirnega železniškega predora širokega tira pod Beringovim prelivom med Čukotko in Aljasko. Predor naj bi bil po predvidevanjih dolg 100 km in bi vključeval naftovod in plinovod, optične kable in daljnovod. Projekt predora je bil ocenjen na 65 milijard dolarjev, gradnja pa naj bi trajala od 15 do 20 let. Poleg ruske vlade sta pokrovitelja projekta očitno še Transneft in RAO United Energy Systems.
Projekt bi, kot je bilo predvideno, povezal Transsibirsko železnico preko Komsomolsk-on-Amur/Jakutska v sibirski Rusiji s severnoameriškim železniškim omrežjem (tirno širino je treba razširiti) v Fort Nelsonu, Britanska Kolumbija, Kanada, razdalja 6000 km. Pomembna ovira za projekt je, da je najbližja glavna cesta do ruskega konca predora oddaljena 1600 km. Poleg tega Aljaska nima neposredne železniške povezave s Kanado ali sosednjimi Združenimi državami. Tudi drugi voditelji, vključno z Wallyjem Hicklom, Lyndonom LaRoucheom, Sun Myung Moonom in 14. dalajlamo, so zagovarjali gradnjo predora ali mostu čez prelivo.

## Železnica za visoke hitrosti
Marca 2007 so v tisku poročali, da namerava Kitajska zgraditi železniško povezavo za visoke hitrosti med Kitajsko in zahodno Evropo z možnostjo hitre železniške povezave od Pekinga do London traja le dva dni.
Februarja 2011 je kitajska vlada napovedala, da bo skupaj sponzorirala gradnjo železniške proge za visoke hitrosti med Astano in Almatijem v Kazahstanu. Napovedani datum dokončanja je bil 2015.

### Splošne reference
- »Bering Strait tunnel proposed«. The Pantagraph. Associated Press. 20. april 2007. str. A1.
- Batbayar, S. (8. april 2009). »Global crisis delays Mongolia-Europe rail freight project«. Montsame.
- Berk, Michael (27. november 2007). »The Arctic Bridge; Churchill, Man., is the key to linking Afghans with the world«. National Post. Canada. str. FP 15.
- Blomfield, Adrien (20. april 2007). »Kremlin revives plan for 60-mile tunnel to Alaska«. The Daily Telegraph. str. 19.
- »A bridge too far?: Rev. Moon calls for billions to connect Alaska with Russia«. Church & State. 10. november 2005. str. 19.
- DiBenedetto, Bill (3. september 2007). »Getting strait«. Pacific Shipper.
- Economist Intelligence Unit (2008). »Resources and infrastructure: Transport, communications and the Internet«. Country Profile: Mongolia.
- Fu, Jing (27. avgust 2004). »UN promotes role of Eurasian continental link«. China Daily. str. 2.
- Christian, David (Spring 2000). »Silk Roads or Steppe Roads? The Silk Roads in World History«. Journal of World History. 11 (1): 1. doi:10.1353/jwh.2000.0004. S2CID 18008906.
- Funabashi, Yoichi (24. december 2002). »Yoichi Funabashi at Vladivostok«. Asahi Shimbun. Japan: Asahi Evening News. str. 1.
- Hearst, David (21. april 2007). »Readers' page: You asked...: Will a tunnel linking Russia to the US be built?«. The Guardian. str. 40.
- International Railway Journal (Marec 2008). »Just 15 days after leaving Beijing, the first demonstration intermodal freight service operated by Eurasian Land Bridge between China and Germany arrived in Hamburg on January 24«. str. 7.
- Mirak-Weissbach, Muriel (2. avgust 2000). »Iranian President's Visit to China Advances Strategic, Cultural Dialogue Part 1«. Tehran Times.
- Nicholson, Alex (24. april 2007). »A tunnel under the Bering Strait? Russian, U.S. backers make a new push for a century-old idea«. Financial Times.
- Ren, Daniel; Lilian Zhang; Will Clem (11. junij 2009). »Jiangsu coast to act as catalyst for growth: Region will be turned into a transport hub«. South China Morning Post. str. 5.
- Sciacca, Joe (10. september 2001). »Race for 9th District; As races go, Joe would've loved this one«. Boston Herald. str. 4.
- »Third land link to Europe envisioned«. The Statesman. 21. julij 2009.
- Underhill, William (28. julij 2008). »All Tickets, Please – As oil prices rise, businesses and consumers alike are ditching planes and cars for more-efficient rail«. Newsweek.
- »Three Candidates Face Off in Bid For Incumbent Warner's Senate Seat; All Virginia Voters Will Decide Who Among The Candidates Will Begin Serving A Six-Year Term in January«. The Virginian-Pilot. 3. november 2002.
- Wehrfritz, George; Eve Conant; B. J. Lee (13. avgust 2001). »The Coming Rail Boom – A Moscow-Pyongyang deal to extend the Trans-Siberian Railway could boost Eurasian commerce«. Newsweek.
- »Experts propose developing SW corridor of third Asia-Europe land-bridge«. Xinhua News Agency. 24. november 2008.
- »NW China mulls "New Silk Road" exhibition park«. Xinhua. 1. julij 2007.
- »China northwest city to host UN meet on Eurasia continental bridge 29 Jun-4 Jul«. BBC Monitoring. Xinhua. 21. junij 2007.
- »China: Congress deputies propose free trade zones along continental bridge«. BBC Monitoring. Xinhua. 11. marec 2004.

### Splet
- »New railway linking China, Europe to be built«. China Daily. Communist Party of China. 18. marec 2004. Pridobljeno 11. novembra 2009.
- Economic and Social Commission for Asia and the Pacific. »Development of The Trans-Asian Railway; Trans-Asian railway in the north-south corridor; Northern Europe to the Persian Gulf« (PDF). United Nations. str. 56–58. Arhivirano iz prvotnega spletišča (PDF) dne 7. junija 2011. Pridobljeno 26. novembra 2009.
- Islam, Zahedul (7. november 2006). »Trans-Asia Railway Network Agreement: Dhaka fails to sign deal for lack of cabinet approval«. New Age. World Prout Assembly. Arhivirano iz prvotnega spletišča dne 27. septembra 2007. Pridobljeno 21. novembra 2009.
- »South Korea to study undersea tunnel to Kyushu«. The Japan Times. Kyodo News. 3. december 2009. Pridobljeno 8. decembra 2009.
- Ōtsuka, Shigeru (september 2001). »Central Asia's Rail Network and the Eurasian Land Bridge« (PDF). Japan Railway and Transport Review. East Japan Railway Culture Foundation. Arhivirano iz prvotnega spletišča (PDF) dne 22. novembra 2009. Pridobljeno 11. novembra 2009.{{navedi splet}}:  Vzdrževanje CS1: samodejni prevod datuma (povezava)
- Qazwini, Iqbal (23. januar 2003). »Major International Crises Need a Giant Project to Overcome Them« (Google translation of an Arabic newspaper article). Asharq Al-Awsat. H.H. Saudi Research & Marketing (UK) Ltd. Pridobljeno 11. novembra 2009.
- Rodrigue, Jean-Paul (1998–2009). »The Northern East-West Freight Corridor (Eurasian Landbridge)«. The Geography of Transport Systems. Department of Global Studies & Geography, Hofstra University. Arhivirano iz prvotnega spletišča dne 14. aprila 2009. Pridobljeno 11. novembra 2009.
- »Bering bridge idea to highlight rally«. The Washington Times. 25. junij 2005. Pridobljeno 20. novembra 2009.

## Druge informacije
- Qi, Yong; Yan Wang (december 1991). »Analysis of Land Bridge Transportation«. Chinese Geographical Science. Science Press. 1 (4): 337–346. doi:10.1007/BF02664482. S2CID 129322647.{{navedi časopis}}:  Vzdrževanje CS1: samodejni prevod datuma (povezava)
- Thuermer, Karen E. (12. februar 1995). »Sea-Land Makes Landbridge Rail Commitment to Former Soviet Union«. Knight Ridder/Tribune Business News. Arhivirano iz prvotnega spletišča dne 2. novembra 2012. Pridobljeno 11. novembra 2009 – prek HighBeam Research.